# 東大野 (青森市)
東大野（ひがしおおの）は青森県青森市の地名。一丁目、二丁目が置かれている。郵便番号030-0847。

## 地理
青森市市街地南部に位置する。北は青葉、東は浜田、南は荒川、西は大野（大字）に接する。幹線道路から近いところは、隣接する浜田と一体の、郊外型店舗が集中する地域である。

### 主な道路
- 青森県道120号荒川青森停車場線 - 西の境界線を通る。通称「中央大橋通り」。

## 歴史
青森中央高等学校や大野小学校が1970年代後半につくられ、青森県道120号荒川青森停車場線沿いの地域は1980年代から徐々に郊外型店舗が立ち並んでいたものの、それ以外の場所は平成の初めまでは水田が残る場所も少なくなかった。90年代の後半になってから急速に開発が進んだ。特に、隣接する浜田にイトーヨーカドー青森店が2000年（平成12年）にオープンしてからの発展はめざましい。

### 年表
- 1975年（昭和50年） - 青森市立中央高等学校（現在の青森県立青森中央高等学校）は、当地内に新築した校舎が落成し、そこに移転した。
- 1980年（昭和55年） - 青森市立大野小学校が当地内に開校した。
- 2004年（平成16年）11月20日 - 浜田地区土地区画整理事業による住所変更が行われた[3]。

| 実施後       | 実施日                   | 旧町名                                                                       |
| 東大野一丁目 | 2004年(平成16年)11月20日 | 大野字前田・同字若宮の各一部、浜田字板橋の一部                               |
| 東大野二丁目 | 2004年(平成16年)11月20日 | 荒川字藤戸・同字成瀬の各一部、大野字前田の一部、浜田字板橋・同字豊田の各一部 |

## おもな施設
- 青森県農協会館
- あおもり共立病院
- あおもり共立クリニック
- 青森県立青森中央高等学校
- 青森市立大野小学校